# Coppa d'Asia 2008 (calcio femminile)
La Coppa d'Asia femminile 2008, nota anche come 2008 AFC Women's Asian Cup, è stata la sedicesima edizione della massima competizione asiatica di calcio femminile, organizzata con cadenza biennale dalla Asian Football Confederation (AFC). Il torneo, che nella sua fase finale ha visto confrontarsi otto nazionali, si è disputato in Vietnam dal 28 maggio all'8 giugno 2008.
Il torneo è stato vinto dalla Corea del Nord per la terza volta nella sua storia sportiva, superando in finale la Cina, detentrice del titolo, con il risultato di 2-1.

## Stadi
Gli incontri del torneo vennero disputati in due stadi, entrambi situati nella capitale Ho Chi Minh.
| Ho Chi Minh | Ho Chi Minh       | Ho Chi Minh       |
| ----------- | ----------------- | ----------------- |
| Ho Chi Minh | Stadio Thống Nhất | Stadio Quân khu 7 |
| Ho Chi Minh | Capacità: 25 000  | Capacità: 25 000  |
| Ho Chi Minh |                   |                   |

## Qualificazioni
Al torneo sono ammesse direttamente senza passare attraverso le qualificazioni le prime quattro squadre dell'edizione 2006, rispettivamente Cina, Australia, Corea del Nord e Giappone.
Le restanti quattro squadre sono ammesse attraverso le qualificazioni, che si sono svolte dal 24 al 28 marzo 2008. Le 11 squadre partecipanti alle qualificazioni sono state sorteggiate in due fasi, la prima divisa in tre gironi all'italiana con incontri di andata e ritorno, la seconda in due gironi da quattro squadre nelle quali le vincenti della prima fase si scontravano con le ultime cinque classificate all'edizione 2006. Le prime due nazionali in classifica nei rispettivi gironi sono state ammesse alla fase finale del torneo.
La nazione organizzatrice del Vietnam ha comunque dovuto giocare il turno di qualificazione; in caso di mancata qualificazione, sarebbe stata scelta un'altra nazione come organizzatrice del torneo.

## Squadre partecipanti
| Pr. | Squadra        | Data di qualificazione certa | Partecipante in quanto                              | Ultima presenza |
| --- | -------------- | ---------------------------- | --------------------------------------------------- | --------------- |
| 1   | Cina           | 30 luglio 2006               | Campione dell'edizione 2006                         | Australia 2006  |
| 2   | Australia      | 30 luglio 2006               | Seconda nell'edizione 2006                          | Australia 2006  |
| 3   | Corea del Nord | 30 luglio 2006               | Terza nell'edizione 2006                            | Australia 2006  |
| 4   | Giappone       | 30 luglio 2006               | Quarta nell'edizione 2006                           | Australia 2006  |
| 5   | Vietnam        | 26 marzo 2008                | Prima classificata nel gruppo A di qualificazione   | Australia 2006  |
| 6   | Corea del Sud  | 26 marzo 2008                | Prima classificata nel gruppo B di qualificazione   | Australia 2006  |
| 7   | Thailandia     | 26 marzo 2008                | Seconda classificata nel gruppo B di qualificazione | Australia 2006  |
| 8   | Taipei cinese  | 28 marzo 2008                | Seconda classificata nel gruppo A di qualificazione | Australia 2006  |

## Fase a gruppi

### Gruppo A

#### Classifica
| Pos. | Squadra        | Pt | G | V | N | P | GF | GS | DR  |
| ---- | -------------- | -- | - | - | - | - | -- | -- | --- |
| 1.   | Corea del Nord | 9  | 3 | 3 | 0 | 0 | 9  | 0  | +9  |
| 2.   | Cina           | 6  | 3 | 2 | 0 | 1 | 6  | 2  | +4  |
| 3.   | Vietnam        | 3  | 3 | 1 | 0 | 2 | 1  | 4  | -3  |
| 4.   | Thailandia     | 0  | 3 | 0 | 0 | 3 | 1  | 11 | -10 |

#### Risultati
| Arbitro: | Tammy Ogston |

|                                                                      |           |  |
| Kim Kyong-hwa 8’, 39’ Ri Kum-suk 30’ Ri Un-suk 51’ Kim Yong-ae 90+1’ | Marcatori |  |

| Arbitro: | Hong Eun-ah |

|             |           |  |
| Xu Yuan 31’ | Marcatori |  |

| Arbitro: | Hong Eun-Ah |

|  |           |                                            |
|  | Marcatori | 11’ (rig.) Ri Un-gyong 39’, 67’ Ri Kum-suk |

| Arbitro: | Baba Sachiko |

|                 |           |                                                      |
| Nisa Romyen 37’ | Marcatori | 11’ Liu Sa 20’, 73’ Qu Feifei 22’ Xu Yuan 86’ Pu Wei |

| Arbitro: | Tammy Ogston |

|  |           |                 |
|  | Marcatori | 34’ Ri Un-gyong |

| Arbitro: | Baba Sachiko |

|                      |           |  |
| Đoàn Thị Kim Chi 70’ | Marcatori |  |

### Gruppo B

#### Classifica
| Pos. | Squadra       | Pt | G | V | N | P | GF | GS | DR  |
| ---- | ------------- | -- | - | - | - | - | -- | -- | --- |
| 1.   | Giappone      | 6  | 3 | 2 | 0 | 1 | 15 | 4  | +11 |
| 2.   | Australia     | 6  | 3 | 2 | 0 | 1 | 7  | 3  | +4  |
| 3.   | Corea del Sud | 6  | 3 | 2 | 0 | 1 | 5  | 3  | +2  |
| 4.   | Taipei cinese | 0  | 3 | 0 | 0 | 3 | 0  | 17 | -17 |

#### Risultati
| Arbitro: | Ri Hong-sil |

|                                             |           |  |
| Garriock 19’, 42’ Tristram 51’ De Vanna 82’ | Marcatori |  |

| Arbitro: | Bentla D'Coth |

|              |           |                                         |
| Nagasato 10’ | Marcatori | 18’ Cha Yun-hee 31’, 54’ Park Hee-young |

| Arbitro: | Pannipar Kamnueng |

|  |           | |
|  | Marcatori | 21’ Sameshima 29’, 65’ Utsugi 51’ Andō 55’ Arakawa 66’, 89’ Maruyama 76’ Goto 81’ Kato 82’ (aut.) Lee Hsiu-chin 90+1’ Nagasato |

| Arbitro: | Bentla D'Coth |

|  |           |                        |
|  | Marcatori | 30’ Perry 69’ De Vanna |

| Arbitro: | Ri Hong-sil |

|                  |           |                                 |
| Polkinghorne 70’ | Marcatori | 8’ Andō 33’ Nagasato 50’ Miyama |

| Arbitro: | Pannipar Kamnueng |

|                                  |           |  |
| Kim Yoo-mi 23’ Kim Soo-yun 90+2’ | Marcatori |  |

## Fase a eliminazione diretta

### Tabellone
|  | Semifinali | Semifinali     | Semifinali |      |                | Finale          | Finale          | Finale          |  |
|  |            |                |            |      |                |                 |                 |                 |  |
|  | 1A         | Corea del Nord | 3          |      |                |                 |                 |                 |  |
|  | 1A         | Corea del Nord | 3          |      |                |                 |                 |                 |  |
|  | 2B         | Australia      | 0          |      |                |                 |                 |                 |  |
|  | 2B         | Australia      | 0          |      | Corea del Nord | Corea del Nord  | 2               |                 |  |
|  |            |                |            |      | Corea del Nord | Corea del Nord  | 2               |                 |  |
|  |            |                | Cina       | Cina | 1              |                 |                 |                 |  |
|  | 1B         | Giappone       | Cina       | Cina | 1              | 1               |                 |                 |  |
|  | 1B         | Giappone       |            |      |                | 1               |                 |                 |  |
|  | 2A         | Cina           | 3          |      |                | Finale 3º posto | Finale 3º posto | Finale 3º posto |  |
|  | 2A         | Cina           | 3          |      |                |                 |                 |                 |  |
|  |            |                |            |      |                |                 |                 |                 |  |
|  |            |                |            |      |                | Australia       | Australia       | 0               |  |
|  |            |                |            |      |                | Australia       | Australia       | 0               |  |
|  |            |                |            |      |                | Giappone        | Giappone        | 3               |  |

### Semifinali
| Arbitro: | Pannipar Kamnueng |

|                         |           |  |
| Ri Kum-suk 2’, 41’, 60’ | Marcatori |  |

| Arbitro: | Bentla D'Coth |

|          |           |                                   |
| Sawa 47’ | Marcatori | 63’, 68’ Wang Dandan 75’ Han Duan |

### Finale terzo posto
| Arbitro: | Hong Eun-ah |

|  |           |                                  |
|  | Marcatori | 15’ Nagasato 78’ Miyama 86’ Sawa |

### Finale
| Arbitro: | Sachiko Baba |

|                               |           |            |
| Ri Kum-suk 55’ Ri Yong-ae 68’ | Marcatori | 12’ Bi Yan |

## Statistiche

### Classifica marcatrici
7 reti
- Ri Kum-suk

4 reti
- Yūki Nagasato

2 reti
- Heather Garriock
- Lisa De Vanna
- Qu Feifei
- Wang Dandan
- Xu Yuan

- Park Hee-young
- Aya Miyama
- Homare Sawa
- Karina Maruyama

- Kozue Andō
- Rumi Utsugi
- Kim Kyong-hwa
- Ri Un-gyong (1 rig.)

1 rete
- Clare Polkinghorne
- Ellyse Perry
- Jenna Tristram
- Bi Yan
- Han Duan
- Liu Sa
- Pu Wei

- Aya Sameshima
- Eriko Arakawa
- Michi Goto
- Tomoe Kato
- Cha Yun-hee
- Kim Soo-yun

- Kim Yoo-mi
- Kim Yong-ae
- Ri Un-suk
- Ri Yong-ae
- Nisa Romyen
- Đoàn Thị Kim Chi

autoreti
- Lee Hsiu-chin (in favore del Giappone)